# 桑弘羊

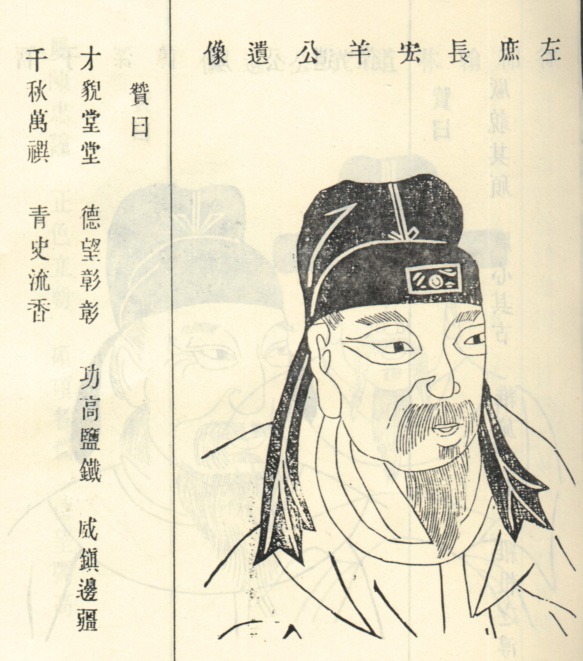

桑 弘羊（そう くよう、そう こうよう、紀元前150年代 - 紀元前80年）は、前漢の政治家・財政家。武帝期に均輸・平準法・専売制の実施など財政面で大きな力を振るった。

## 略歴
紀元前150年代、洛陽にて商人の子として生まれる。13歳の時にその計算上の神童ぶりにより宮廷に入り、武帝に侍中に任用される。武帝が連年軍事行動を起こし財政危機に陥ったが、紀元前120年（元狩3年）、商人の孔僅らとともに財政建て直しとして、塩・鉄・酒の専売制を実施し大きな効果を挙げる。その功績により大司農中丞に任命され、任命後は均輸法を推進した。
紀元前110年（元封元年）、孔僅が船車税の反対により失脚すると、治粟都尉に登用され、中央に平準官、地方に塩鉄官・均輸官を設置してその政策を具体化し、各地の物流を調整して財政収入を向上させ、左庶長の爵位を与えられた。武帝が崩御する直前の人事で御史大夫に昇進した。
しかしその財政政策には多くの反対意見が存在した。武帝が死去し昭帝が即位した紀元前81年（始元6年）、全国の知識人が長安に招集され、その席上「専売制を廃止せよ」など桑弘羊の政策に対し痛烈な批判が行われた。御史大夫の地位にあった桑弘羊はこれに反論、その時の論争は『塩鉄論』にまとめられている。論争の結果、酒の専売が廃止されたが、それ以外の政策は維持された。
紀元前80年（元鳳元年）、桑弘羊は燕王劉旦および上官桀の謀反事件に連座し処刑された（『漢書』霍光伝によると子弟のために官爵を求めて霍光に断られた恨みから一味に加わったという。なお、『漢書』には桑弘羊伝は立てられていない）。